# François d'Orléans (1961-2017)
Pour les articles homonymes, voir François d'Orléans.
Titre
Héritier du trône de France
(succession orléaniste)
19 juin 1999 – 31 décembre 2017
(18 ans, 6 mois et 11 jours)
François d'Orléans, dauphin de France et comte de Clermont, né à Boulogne-Billancourt le 7 février 1961 et mort le 31 décembre 2017 à Nantes, est un membre de la maison d’Orléans, fils aîné d'Henri d’Orléans, comte de Paris, duc de France, et de Marie-Thérèse de Wurtemberg, duchesse de Montpensier.

## Filiation
Né à Boulogne-Billancourt le 7 février 1961, François d'Orléans est le fils aîné d'Henri d’Orléans, comte de Paris, duc de France  et prétendant orléaniste au trône de France sous le nom d'« Henri VII », et de  la princesse  Marie-Thérèse de Wurtemberg (1934), fille du duc Philippe Albert de Wurtemberg, prétendant au trône de Wurtemberg et de l'archiduchesse Rose-Marie d'Autriche, princesse de Toscane, qui reçut de son beau-père le titre de duchesse de Montpensier.
Le prince est baptisé le 4 mars 1961 en la chapelle royale Saint-Louis de Dreux, par le cardinal Pierre Gerlier (1880-1965), archevêque de Lyon et Primat des Gaules. Il reçoit pour parrain son grand-père paternel, Henri d'Orléans, comte de Paris et pour marraine sa grand-mère maternelle, l'archiduchesse Rose-Marie de Habsbourg-Toscane.
Le prince François est donc le petit-fils de deux prétendants : Henri d’Orléans (1908-1999), comte de Paris et prétendant orléaniste au trône de France (« Henri VI »), et Philippe de Wurtemberg (1893-1975), duc de Wurtemberg et prétendant au trône de Wurtemberg (« Philippe II »).
Par ailleurs, par sa grand-mère maternelle, la princesse Rose-Marie de Habsbourg-Toscane (1906-1983), François d'Orléans descend du roi Charles X et de son fils le duc de Berry.
Son prénom lui vient de son oncle paternel, François d'Orléans (1935-1960), duc d'Orléans à titre posthume, mort pour la France en Algérie un an avant la naissance de son neveu.

## Succession orléaniste
Atteint de toxoplasmose pendant la grossesse de sa mère, François d'Orléans était, comme sa sœur cadette Blanche (1962) gravement handicapé mentalement. Son handicap, reconnu par la justice, était la source d'une controverse au sein de la famille d'Orléans et leurs partisans (appelés orléanistes) à propos de sa capacité à être le prochain chef de la maison d’Orléans. Des décisions contradictoires ont alors été prises par son grand-père et son père.   
Son grand-père, alors aîné des Orléans, avait décidé, le 25 septembre 1981, de l'écarter de la « succession au trône » au profit de son frère cadet, Jean, duc de Vendôme, sans possibilité d'y revenir. En 1999, Henri d'Orléans devint à son tour l'aîné des Orléans, ne revint pas tout d'abord sur les dispositions prises par son père et reconnut Jean comme « dauphin de France ». Le 6 mars 2003, il décida de revenir sur les actes de son père (en « violation » de « l'acte » de 1981). Il rendit alors à son fils François ses « droits dynastiques » et fit de Jean le futur régent de son frère. Il publia le nouvel ordre de succession dans la famille royale, et précisa : « Le fait que mon fils aîné, le dauphin François, soit handicapé n'est pas une raison suffisante pour l'écarter de ses droits. Un tel acte arbitraire ouvrirait la porte à toute sorte d'abus ultérieurs. C'est pourquoi mon fils Jean, duc de Vendôme, assume la charge de son frère aîné en tant que Régent du Dauphin ». 
Le 18 mai 2016, le comte de Paris fit savoir, via le magazine Point de vue, qu'il reconnaissait comme son héritier à la tête de la maison de France son fils aîné, le comte de Clermont, et ce malgré son handicap. François d'Orléans, s'il était devenu chef de maison à la mort de son père, aurait été entouré d'un « conseil de régence » composé de son frère Jean d'Orléans, duc de Vendôme, de son oncle Jacques d'Orléans, duc d'Orléans, de son cousin germain Charles-Louis d'Orléans, duc de Chartres, et de deux personnes issues de la société civile.
Le duc de Vendôme, par un communiqué daté du 1er août 2016, avait contesté les décisions de son père, et fait savoir qu'il serait le prochain « chef de la maison de France » à la suite de son père. Il réaffirmait pour cela l'« acte souverain » de son grand-père daté du 25 septembre 1981, par lequel il excluait le prince François de la succession dynastique, sans possibilité d'y revenir.
La mort de François d'Orléans, le 31 décembre 2017, éteint la querelle dynastique et familiale. Son frère Jean, duc de Vendôme, devient ainsi le nouveau dauphin de France. Dans le communiqué annonçant le décès de son fils aîné, le comte de Paris cite d'ailleurs son fils Jean comme étant dauphin de France.

## Mort et obsèques
François d'Orléans meurt à Nantes le 31 décembre 2017,. Le 5 janvier 2018, sur décision de son frère, le duc de Vendôme et nouveau dauphin de France, une chapelle ardente est ouverte au public pour rendre hommage à François d'Orléans. 
Les obsèques de ce dernier sont célébrées à la chapelle royale Saint-Louis de Dreux, le 6 janvier 2018, jour de l'Épiphanie, notamment en présence de l'animateur Stéphane Bern, ami de Jean d'Orléans et de sa famille. C'est l'abbé Jean-Marie Lioult, curé de la paroisse de Saint-Étienne-en-Drouais, qui officie la messe de requiem. François d'Orléans est ensuite inhumé dans la crypte de la chapelle.
François d'Orléans est le deuxième petit-enfant de feu le comte de Paris à décéder après Louis-Philippe d'Orléans (1979-1980), fils du prince Thibaut d'Orléans, comte de la Marche.
Au cours de l'émission Les Grosses Têtes du 2 janvier 2018 sur RTL , l'animateur Laurent Ruquier demandait à ses invités où allait être enterré le prince François d'Orléans, décédé dans la nuit du 30 au 31 décembre 2017. Les invités, au nombre desquels Élie Semoun et Michèle Bernier, ont alors fait plusieurs plaisanteries sur les handicapés mentaux. Le 12 janvier 2018, le comte de Paris saisit le CSA, « au nom de tous les enfants handicapés de France, pour atteinte à la dignité humaine ».

## Titulature
Les titres portés actuellement par les membres de la maison d’Orléans n’ont pas d’existence juridique en France et sont considérés comme des titres de courtoisie. Ils sont attribués par le chef de maison.
- 17 février 1961 – 19 juin 1999 : Son Altesse Royale le prince François d'Orléans ;
- 19 juin 1999 – 6 mars 2003 : Son Altesse Royale le comte de Clermont ;
- 6 mars 2003 – 31 décembre 2017 : Son Altesse Royale le dauphin de France, comte de Clermont